# آبشار دپوت کریک
آبشار دپوت کریک (به انگلیسی: Depot Creek Falls) آبشاری است که در واشنگتن، ایالات متحده آمریکا واقع شده و ارتفاع کلی ریزشگاه آن ۹۶۷ فوت (۲۹۵ متر) است.